# 上品野町
上品野町（かみしなのちょう）は、愛知県瀬戸市品野連区の町名。丁番を持たない単独町名である。

## 地理
- 瀬戸市の東部に位置する[8]。西を中品野町・品野町・広之田町、北を上半田川町・白岩町・片草町、東を豊田市西市野々町、南を岩屋町・井山町と隣接している[8]。
- 北西部の水野川が開析した東西に細長い谷に集落がある[8]。新興住宅団地も造成され、急速に都市化が進む[8]。
- 陶磁器生産（主に和飲食器）が盛んな地域[8]。

### 河川
- 水野川[8] ： 町の北西部を西流している。
- 白岩川（水野川支流） ： 町の南東部を北流している。
- 東山川（白岩川支流） ： 町の東部、片草町との町境付近を西流している。
- 金地川（水野川支流） ： 町の西部を西流し、水野川に注ぎ込んでいる。
- 楠洞川（水野川支流） ： 町の西部を北西に流れ、水野川に注ぎ込んでいる。
- 小洞川（水野川支流） ： 町の西部を北西に流れ、水野川に注ぎ込んでいる。
- 中洞川（水野川支流） ： 町の西部を北西に流れ、水野川に注ぎ込んでいる。
- 大戸下川（中洞川支流） ： 町の西部を西流し、中洞川に注ぎ込んでいる。
- 蟹川（中洞川支流） ： 町の西部を南流し、水野川に注ぎ込んでいる。
- 向川（中洞川支流） ： 町の西部、品野町との町境付近を南流し、水野川に注ぎ込んでいる。
- 大洞川（水野川支流） ： 町の西部、中品野町との町境付近を西流している。
- 暁洞川（鳥原川支流） ： 町の南部、岩屋町との町境を西流している。
- 岩巣川（暁洞川支流） ： 町の南部を南流し、暁洞川に注ぎ込んでいる。

### 池沼
- 幽玄池 ： 町の北部、名古屋学院大学の敷地内にある。

### 学区
市立小・中学校に通う場合、学区は以下の通りとなる。また、公立高等学校普通科に通う場合の学区は以下の通りとなる。
| 番・番地等 | 小学校               | 中学校             | 高等学校 |
| ---------- | -------------------- | ------------------ | -------- |
| 全域       | 瀬戸市立品野台小学校 | 瀬戸市立品野中学校 | 尾張学区 |

## 歴史

### 町名の由来
かつての品野3村の1つである上品野村から名付けられた。

### 沿革
上品野の沿革については品野町を参照。
- 1964年（昭和39年）10月1日 - 瀬戸市大字上品野の全域により、同市上品野町として成立[2]。

## 世帯数と人口
2024年（令和6年）2月1日現在の世帯数と人口は以下の通りである。
| 町丁     | 世帯数  | 人口  |
| -------- | ------- | ----- |
| 上品野町 | 489世帯 | 983人 |

### 人口の変遷
国勢調査による人口の推移
| 1995年（平成7年）  | 1,699人 | [ 12 ] |  |
| 2000年（平成12年） | 1,520人 | [ 13 ] |  |
| 2005年（平成17年） | 1,474人 | [ 14 ] |  |
| 2010年（平成22年） | 1,289人 | [ 15 ] |  |
| 2015年（平成27年） | 1,176人 | [ 16 ] |  |
| 2020年（令和2年）  | 1,060人 | [ 17 ] |  |

### 世帯数の変遷
国勢調査による世帯数の推移。
| 1995年（平成7年）  | 567世帯 | [ 12 ] |  |
| 2000年（平成12年） | 521世帯 | [ 13 ] |  |
| 2005年（平成17年） | 502世帯 | [ 14 ] |  |
| 2010年（平成22年） | 434世帯 | [ 15 ] |  |
| 2015年（平成27年） | 434世帯 | [ 16 ] |  |
| 2020年（令和2年）  | 407世帯 | [ 17 ] |  |

## 交通

### 鉄道
町内に鉄道は走っていない。最寄り駅は名鉄瀬戸線尾張瀬戸駅になる。

### バス
名鉄バス「しなの線（瀬戸北線）」
- 【2】【2H】【3】新瀬戸駅 - 瀬戸駅前 - 古瀬戸 - しなのバスセンター - 上品野 系統 ： 上品野口バス停・中洞バス停・城前バス停・中町バス停・上品野バス停

瀬戸市コミュニティバス「片草線」
- 道の駅しなの - しなのバスセンター - 上品野 - 片草町民会館 系統 ： 桑下バス停・品野台小学校バス停・上品野口バス停・中洞バス停・城前バス停・中町バス停・上品野バス停

瀬戸市コミュニティバス「上半田川線」
- 道の駅しなの - しなのバスセンター - 上半田川転回場 系統 ： 品野台小学校バス停・桑下バス停・菩提寺前バス停・北山団地バス停・名古屋学院大学バス停

### 道路
- 東海環状自動車道 ： 町の北西部を南北に通っている。国道363号とせと品野インターチェンジの料金所を繋ぐ道路も当町内にある。
- 国道363号[8] ： 町の北西部を東西に通っている。また、北西部に瀬戸バイパスも通る。

## 施設
- 名古屋学院大学 瀬戸キャンパス[8] ： 1968年（昭和43年）大幸校舎から移転開学[18]。2007年（平成19年）名古屋キャンパスの開設に伴っていくつかの学部が移転し[18]、2023年現在、スポーツ健康学部のみとなっている[19]。2022年（令和4年）5月1日現在の学生数は691人、教員数は26人[20]。
- 品野台地域交流センター「ぬくも里」 ： 2011年（平成23年）開設[21]。住民交流スペースのほか、大小会議室や和室、調理室などの部屋がある[22]。開館時間は9時から21時[22]。
- 瀬戸市立品野台小学校[8] ： 1975年（昭和50年）前身の上品野小学校に中品野地区を併せて移転開校[23]。1999年（平成11年）東海環状自動車道の建設に伴って、現在地に再移転した[23]。2022年5月1日現在の児童数は103人、教員数は13人[24]。
- 旧・瀬戸市立上品野小学校 ： 1873年（明治6年）当時の上品野村に同帰学校として創立[25]。その後、幾度の改称を経て[26]、1947年（昭和22年）に品野町立上品野小学校に改称。1975年（昭和50年）に学区の一部変更に伴って移転・改称することになり、閉校となった[27]。
- 旧・瀬戸市立品野東保育園 ： 1953年（昭和28年）品野町立上品野保育園として開園し、1972年（昭和47年）に現在地に移転すると同時に現名称に改称するが[28]、園児数の減少に伴い2013年（平成25年）より休園となった[29]。休園前年の定員は60名であった[29]。
- 瀬戸警察署 上品野駐在所 ： 瀬戸市内にある4つの駐在所のうちの1つ[30]。
- 瀬戸市消防団 品野台分団 ： 1987年（昭和62年）上品野分団から名称変更し、1988年（昭和63年）現在地に移転新築[31]。下半田川町・定光寺町を除く品野連区を分団の区域としている[32]。
- 上品野簡易郵便局 ： 窓口は平日のみの営業でATMはない[33]。駐車場は1台[33]。
- 菩提寺[8] ： 天台宗寂場山[34]。160年前、養海上人によって開基[34]。1939年（昭和4年）に本堂が焼失し、今の本堂は1961年（昭和36年）に再建された[34]。本堂には千手観音菩薩が奉られ、不動明王・毘沙門天・弘法大師・役の行者が安置されている[34]。
- 祥雲寺[8] ： 曹洞宗瑞応山[35]。本尊は地蔵菩薩であり開山は雲興寺28世大興柏春[35]。年中行事としては大船若法会、地蔵祭り、秋葉祭典がある[35]。
- 稲荷神社[8] ： 社伝は明らかでないが、1625年（寛永2年）12月24日創建といわれている[36]。明治に入って指定村社となり、1889年（明治22年）10月に社殿を造業した[36]。祀神は豊受姫命[36]。
- 障害者支援施設 まゆ ： 2002年（平成14年）開所[37]。生活介護、施設入所支援、短期入所などの事業を行っている[38]。社会福祉法人くわの実福祉会が運営している[39]。
- 障害福祉サービス事業所 かいこ ： 2007年（平成19年）開所[37]。就労継続支援B型事業、生活介護事業を行っている[40]。社会福祉法人くわの実福祉会が運営している[39]。
- 麦の里 ： 2004年（平成16年）開所[41]。生活介護事業として授産活動や療育活動などを行っている[42]。社会福祉法人麦が運営している[42]。
- 品野台カントリークラブ[8] ： 1968年（昭和43年）開場[43]。雄大な自然の中、豪快なショットが楽しめるアウトコース、ホールアウトまで気の抜けないスリリングなホールが続くインコースからなる18ホール[44]。
- 宮下ファーム ： 酪農と養鶏を営む牧場[45]。絞りたての生乳を使った乳製品、平飼いたまごを使った焼き菓子を瀬戸市観光案内所[注釈 1]と道の駅瀬戸しなので販売している[45]。
- 上品野町ちびっこ広場 ： 町の北部の北山団地内にある小さな公園。ブランコ・すべり台・鉄棒がある。
- 桑下城跡（史跡） ： 丘陵地「城根」にある平山城で、「尾張志」には「城構えは東西30間・南北42間、永井民部少輔の居城なりし由」と伝え、石垣や井戸跡を残している[46]。
- 品野城跡（史跡） ： 東西20間、南北８間余、土塁・曲輪・堀切跡を残す山城で「秋葉山城」の別称がある[47]。城の創始は建保・承久年間（13世紀初頭）の頃、水野地域から進出してきた豪族大金重高と伝えられている[47]。

- 瀬戸市立品野台小学校

## その他

### 日本郵便
- 郵便番号 : 480-1214[6]（集配局：瀬戸郵便局[48]）。